# Charlesty Berguet
Pas d'image ? Cliquez ici

a Compétitions nationales et continentales officielles uniquement.

b Matchs officiels uniquement.
Dernière mise à jour le 07/12/2022.
Charles-Henry Berguet, connu sous le nom de Charlesty Berguet, né le 13 janvier 2000 à Ixelles (Belgique), est un joueur international belge de rugby à XV évoluant au poste de pilier. 

## Biographie
Charlesty Berguet commence la pratique du rugby à XV à l'âge de 13 ans, au sein du Dendermondse RC. Il quitte le club au bout de deux saisons, et rejoint ensuite le Kituro RC, avec qui il remporte le championnat de Belgique des moins de 18 ans. En 2017, il participe au championnat d'Europe de rugby à XV des moins de 18 ans. La même année, il intègre le centre de formation de l'USA Perpignan, puis y signe en 2018 un contrat espoirs. 
En 2019, bien que toujours espoirs, il est sélectionné avec l'équipe de Belgique pour la première fois. Il joue face à la Géorgie, puis est de nouveau sélectionné pour un test match en novembre de la même année, face à Hong Kong.
Il est vice-champion de France espoirs en 2021.
Pour la saison 2021-2022, signe un contrat pro avec l'USA Perpignan, en Top 14 mais manquant de temps de jeu, il est prêté au Stade montois, en Pro D2, à la recherche d'un pilier gauche. Il dispute cinq rencontres avec Mont-de-Marsan, puis s'engage en faveur du RC Vannes pour la saison suivante. 

## Statistiques

### En sélection
| Année | Compétition | Matchs | Points | Essais | Transf. | Drops | Pénal. |
| ----- | ----------- | ------ | ------ | ------ | ------- | ----- | ------ |
| 2019  | REC 2019    | 1      | -      | -      | -       | -     | -      |
| 2019  | Test match  | 1      | -      | -      | -       | -     | -      |
| 2021  | Test match  | 1      | -      | -      | -       | -     | -      |
| Total | Total       | 3      | -      | -      | -       | -     | -      |

## Palmarès
- Vainqueur du Championnat de France de 2e division en 2024 avec le RC Vannes.